# Guido María Conforti
San Guido Maria Conforti  (Casalora di Ravadese, provincia de Parma, 30 de marzo de 1865 - Parma, 5 de noviembre de 1931) es un santo italiano que fue arzobispo de Parma y fundador de los Misioneros Javerianos[1] en 1895. Fue beatificado por el papa Juan Pablo II el 17 de marzo de 1996, y canonizado el 23 de octubre de 2011 por el papa Benedicto XVI.

## Biografía
Guido conoció la vida del misionero jesuita San Francisco Javier, que murió a las puertas de China, justo antes de conseguir entrar en el país; y decide continuar con la labor misionera de este santo, para anunciar el Evangelio allá donde él no pudo llegar.
En 1895 inicia un seminario para sacerdotes misioneros que llevó por nombre Seminario Javeriano para las Misiones Extranjeras. Allí nace la congregación de los Misioneros Xaverianos. De los dos primeros misioneros que partieron a China, uno murió de tifus y el otro fue llamado a regresar a Italia. Durante cincuenta años, China fue el único objetivo misionero de los Javerianos.
Guido fue nombrado obispo de Rávena en 1902, pero al poco tiempo debió renunciar por problemas de salud. En 1907, ya algo recuperado, fue nombrado arzobispo de Parma. Aunque ya no pudiera "ir de misiones", nunca descuidó el Seminario Javeriano, del que era superior general. En 1928 viajó a China para visitar las misiones a su cargo. Murió tres años más tarde, el 5 de noviembre de 1931.

## Fotografías

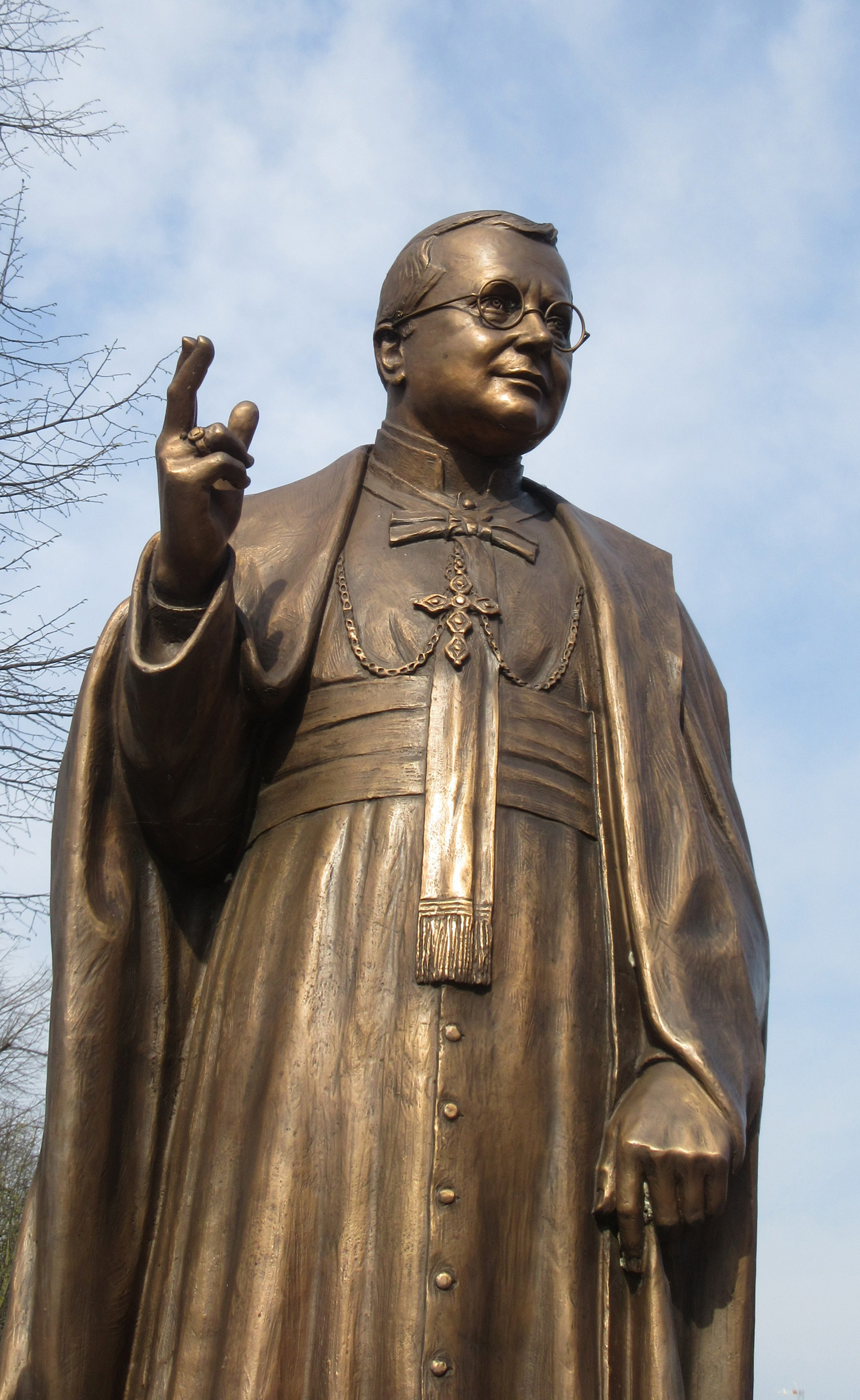
Estatua de Guido Maria Conforti en el Santuario de la Beata Virgen del Santo Rosario en Fontanellato.
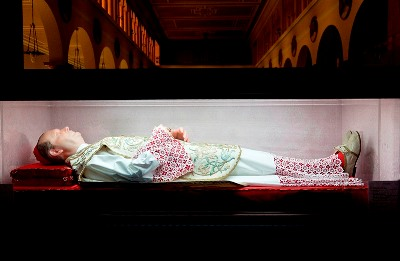
Cuerpo del santo, en la casa madre de los Javerianos